# Notiphila lenae
Notiphila lenae är en tvåvingeart som beskrevs av Nina Krivosheina 1998. Notiphila lenae ingår i släktet Notiphila och familjen vattenflugor. Inga underarter finns listade i Catalogue of Life.